# 高山棘蓋鯰
高山棘蓋鯰，為輻鰭魚綱鯰形目毛鼻鯰科棘蓋鯰属的其中一種。該物種分布於南美洲尼格羅河與奧里諾科河流域，體長可達4.6公分。

## 扩展阅读
維基物種上的相關：高山棘蓋鯰